# 子安村
子安村（こやすむら）は、1889年（明治22年）4月1日から1911年（明治34年）4月1日まで存在した神奈川県橘樹郡の村。

## 概要
神奈川県橘樹郡南部の村。現在の神奈川県横浜市神奈川区の東部にあたる。

## 歴史

### 沿革
- 1889年（明治22年）4月1日 - 町村制の施行により、子安村、白幡村、西寺尾村が合併して成立。
- 1911年（明治44年）4月1日 - 旧子安村が横浜市に、旧白幡村が大綱村に、旧西寺尾村が旭村に分割編入。同日子安村廃止。
- 1927年（昭和2年）
  - 4月1日 - 大綱村、旭村が横浜市に編入。分割された3地域が再び一つの自治体となる。
  - 10月1日 - 横浜市が区制を施行。旧村域が神奈川区になる。

## 交通

### 鉄道
- 鉄道院（現JR東日本）
  - 東海道本線 ： 村域内を通過しているが、駅は存在しなかった。
- 横浜鉄道（当時は鉄道院が借り上げて営業。現JR東日本）
  - 八浜線（現横浜線） ： 村域内を通過しているが、駅は存在しなかった。
- 京浜電気鉄道（現京浜急行電鉄）
  - 本線 ： 新子安駅（現京急新子安駅） - 子安駅

東海道本線（運転系統名:京浜東北線）の新子安駅、横浜線の大口駅は、当時は未開業。

### 道路
- 東海道（現在の国道15号）